# Château de Caveirac
Le château de Caveirac est une demeure d'époque moderne, protégée et classée en partie au titre des monuments historiques français, édifiée aux XVIIe et XVIIIe siècles à Caveirac dans le Gard en France.
Situés à l'ouest de Nîmes, ce château et son domaine étaient considérés comme un véritable petit Versailles méridional.

## Historique
De 1653 à 1826, trois familles se succèdent en tant que propriétaires : Boisson, Sartre et Novy. Le château est aujourd'hui, en grande partie, propriété de la Ville de Caveirac. Le premier propriétaire, Jacques Boisson seigneur de Caveirac, acquiert une ancienne demeure médiévale en 1653 et entreprend la construction du château 1659 et 1666, peut-être par Jean Talard, architecte nîmois. Un agrandissement du château est commandé par Pierre Sartre, receveur général des gabelles du Languedoc, entre 1697 et 1709 par le constructeur nîmois Jacques Cubizol. Un immense parc de 35 hectares est aménagé à partir de 1699.
Le château sera le théâtre des affrontements en Vaunage entre les troupes du roi Louis XIV et celles des Camisards dirigées par Jean Cavalier au début du XVIIIe siècle. L'intendant du Languedoc, Lamoignon de Basville, séjournera régulièrement au château.
Le château est acquis en 1713 par la famille Novy qui l'a conservé jusqu'en 1826.
Le cabinet du 1er étage est classé au titre des Monuments historiques depuis le 23 décembre 1998. Le reste du château, les communs et le jardin sont, quant à eux, inscrits au titre des Monuments historiques depuis le 23 décembre 1998.

## Valorisation et restauration
Lancé en 2009, à l'occasion des 350 ans du château, le projet « Château de Caveirac » a pour objectif de valoriser et restaurer le château. Un comité scientifique ainsi qu'un comité de pilotage ont été créés respectivement en 2009 et 2010. Ils sont composés d'élus de la ville de Caveirac, de représentants de la DRAC, du STAP, de l'ONF, de professionnels du patrimoine et d'associations œuvrant à la valorisation du patrimoine. La ville a officiellement formulé une demande de classement intégral au titre des Monuments Historiques le 28 janvier 2011.
Une étude sanitaire et un projet de restauration ont été commandés par la ville de Caveirac en 2011. Le château a fait l'objet en 2011 d'un film de reconstitution en image de synthèse (à cette occasion l'édifice a été entièrement numérisé) et d'un documentaire historique : « Caveirac, le château retrouvé » et « Caveirac, le château oublié » il est réalisé par Henri Louis Poirier.
Le 27 août 2012 a démarré un programme de restauration, sur plusieurs années, avec la rénovation d'une des façades du « U » central côté cour d'honneur.

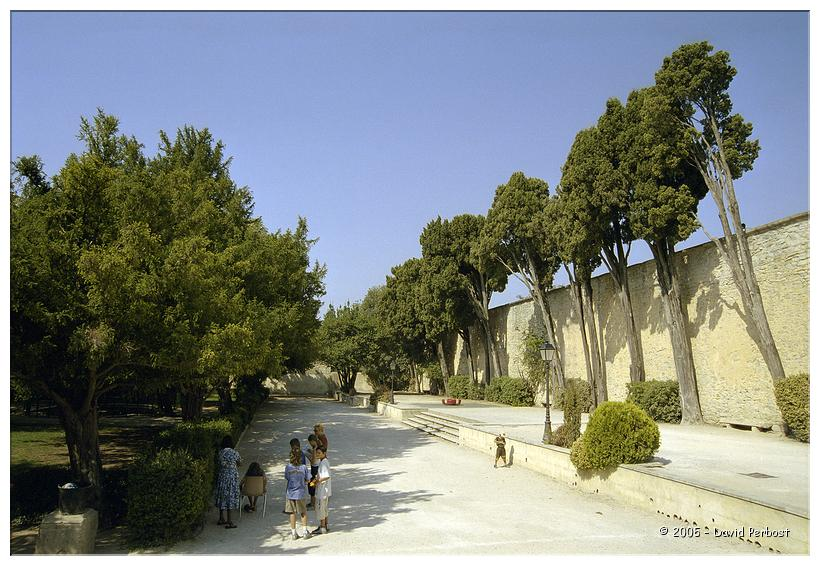
Parc du château.

## Personnalités liées au château
- Jean Novi de Caveirac, homme religieux français.